# Gugney
Gugney ist eine französische Gemeinde mit 70 Einwohnern (Stand: 1. Januar 2022) im Département Meurthe-et-Moselle in der Region Grand Est (vor 2016 Lothringen). Sie gehört zum Arrondissement Nancy und zum Kanton Meine au Saintois.

## Geografie

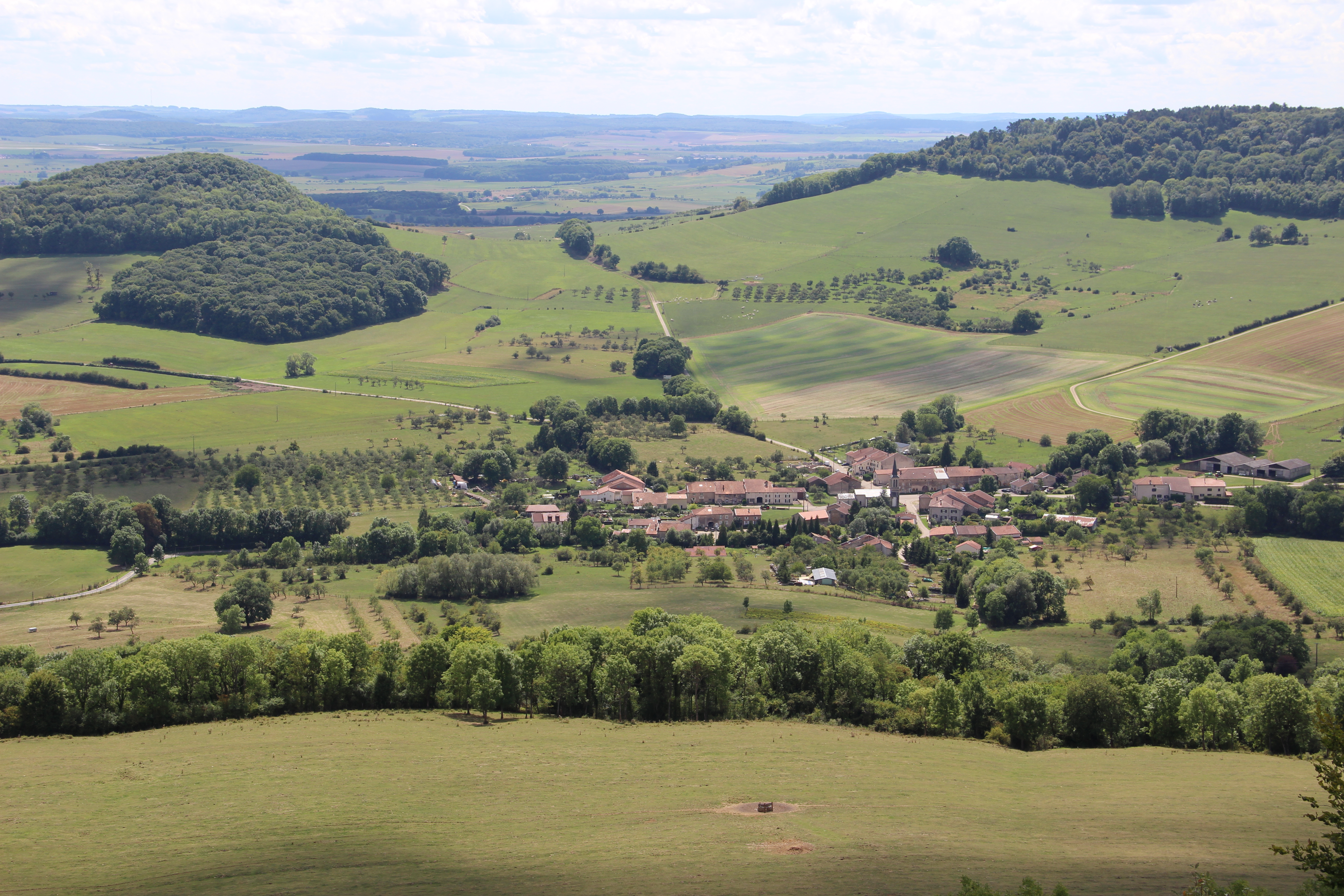
Blick auf Gugney

Die Gemeinde Gugney liegt in der Landschaft Saintois, etwa 37 Kilometer südsüdwestlich von Nancy. Umgeben wird Gugney von den Nachbargemeinden They-sous-Vaudemont im Norden, Saxon-Sion im Nordosten, Forcelles-sous-Gugney im Osten, Fraisnes-en-Saintois im Süden sowie Pulney im Westen.

## Bevölkerungsentwicklung
| Jahr                       | 1962 | 1968 | 1975 | 1982 | 1990 | 1999 | 2006 | 2012 | 2020 |
| Einwohner                  | 65   | 56   | 50   | 42   | 48   | 54   | 76   | 74   | 75   |
| Quellen: Cassini und INSEE |      |      |      |      |      |      |      |      |      |

## Sehenswürdigkeiten

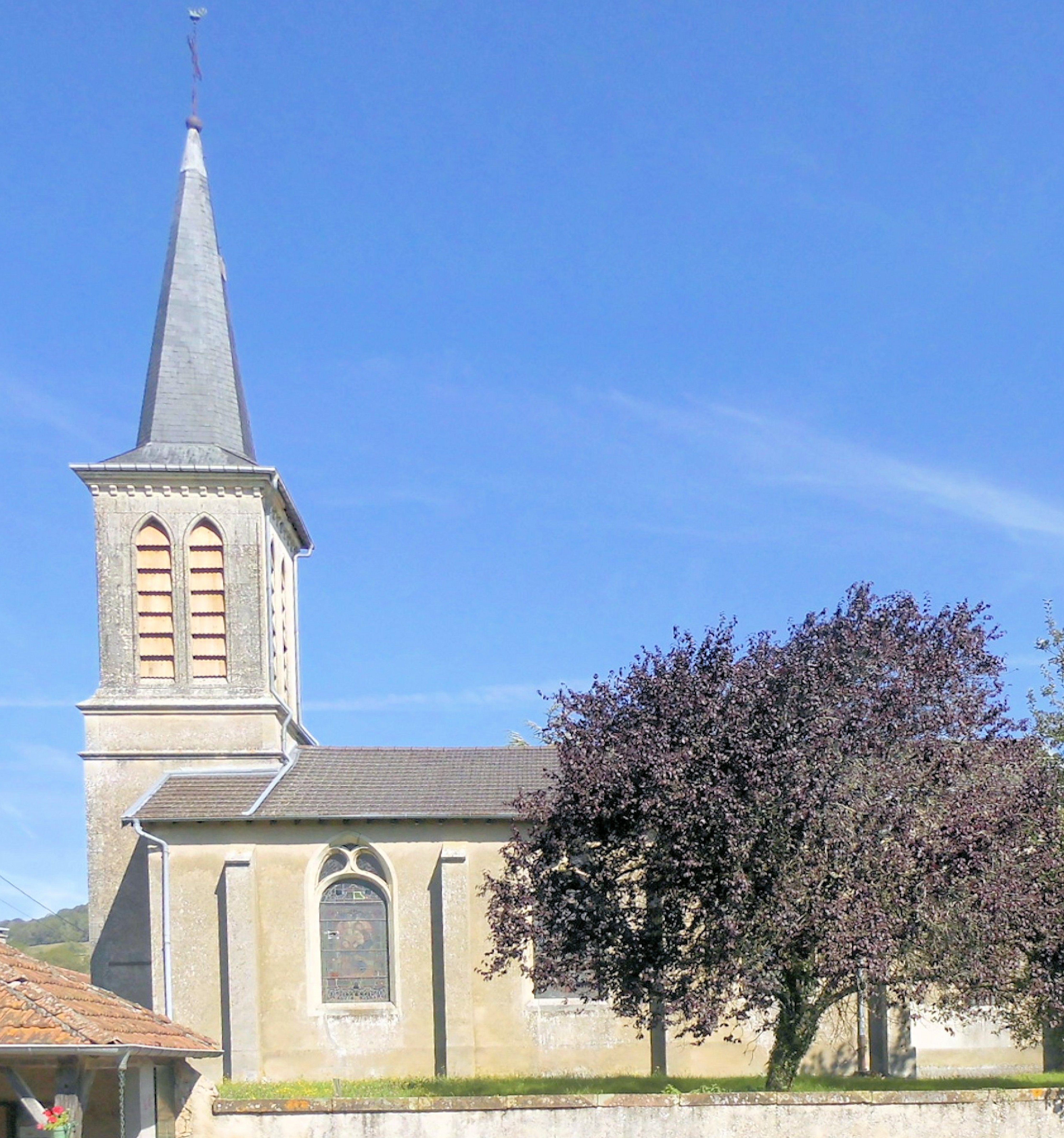
Kirche St. Martin
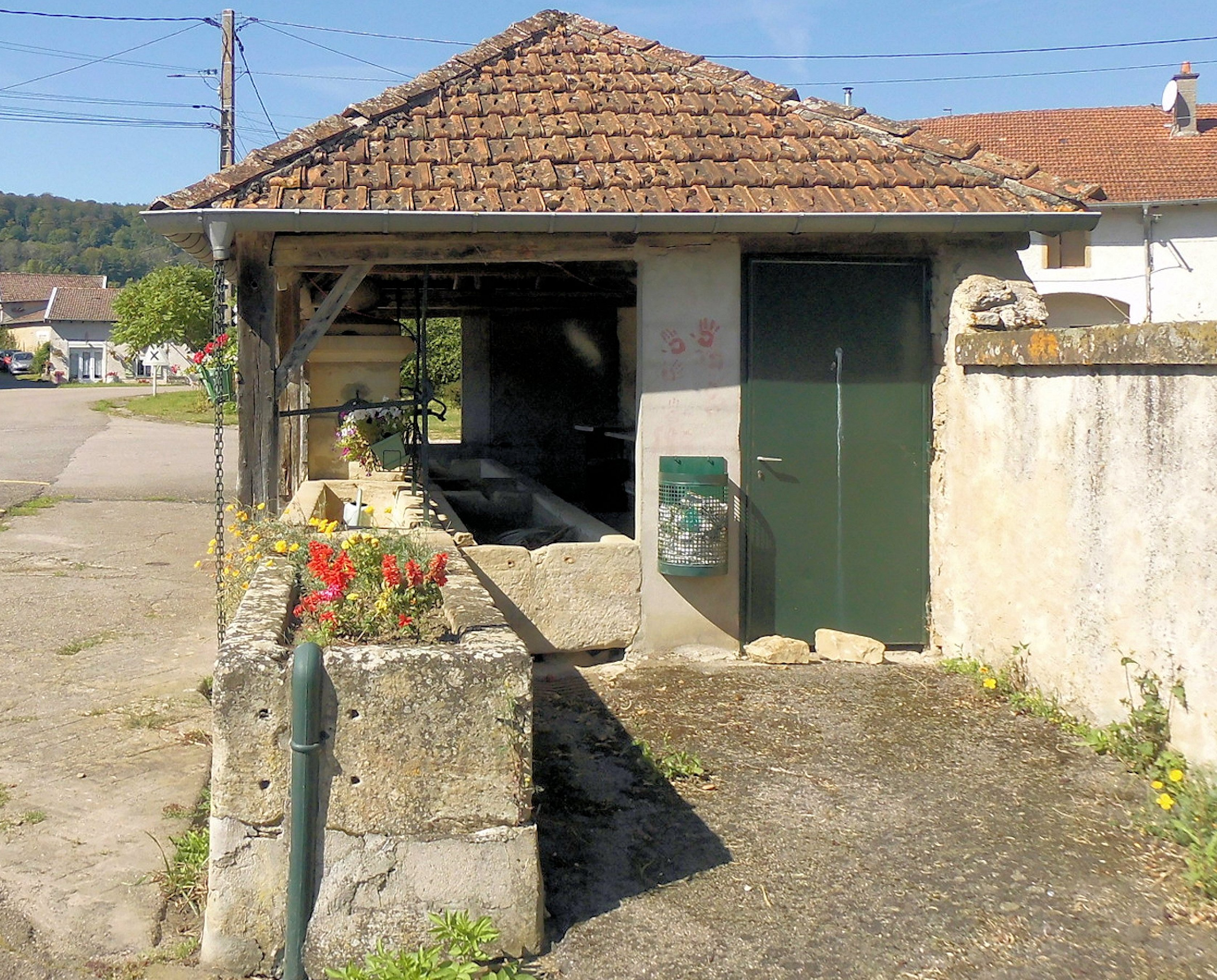
Lavoir (ehemaliges Waschhaus)

- Kirche St. Martin
- Ehemaliges Waschhaus